# Volksbank Überlingen
Die Volksbank eG Überlingen ist eine deutsche Genossenschaftsbank, die ihren Sitz in Überlingen im Bodenseekreis hat.
Die Produktpalette beinhaltet neben den traditionellen weit gefächerten Bankangeboten auch die neuesten elektronischen Direktbankleistungen. Darüber hinaus ist die Volksbank in den Geschäftsbereichen Immobilienvermittlung, Versicherungen, Bausparen, Leasing und Factoring tätig.
Das Geschäftsgebiet erstreckt sich im Westen von Eigeltingen über Stockach, Überlingen, Markdorf bis Immenstaad.

## Geschichte
Die Volksbank hat ihren Ursprung im Jahre 1861, mit der Gründung eines Vorschussvereins, der den Zweck verfolgte, Kunden günstige Kredite zu verschaffen. Nach den Wirren des Ersten Weltkriegs wurde als Nachfolger die Gründung einer Niederlassung der Rheinischen Kreditbank beschlossen. Dieser Niederlassung folgte dann 1924 die Gründung der Darlehenskasse Überlingen e.G.m.u.H. Bereits zwei Jahre später wurde der Name auf Volksbank Überlingen e.G.m.u.H. geändert. Im Jahre 1981 fusionierte die Volksbank Überlingen mit den Volksbanken Markdorf und Immenstaad zur neuen Volksbank eG mit Sitz in Überlingen. 1992 erfolgte dann noch die Übernahme der Volksbank Stockach.